# Mariensäule (Wiedergeltingen)

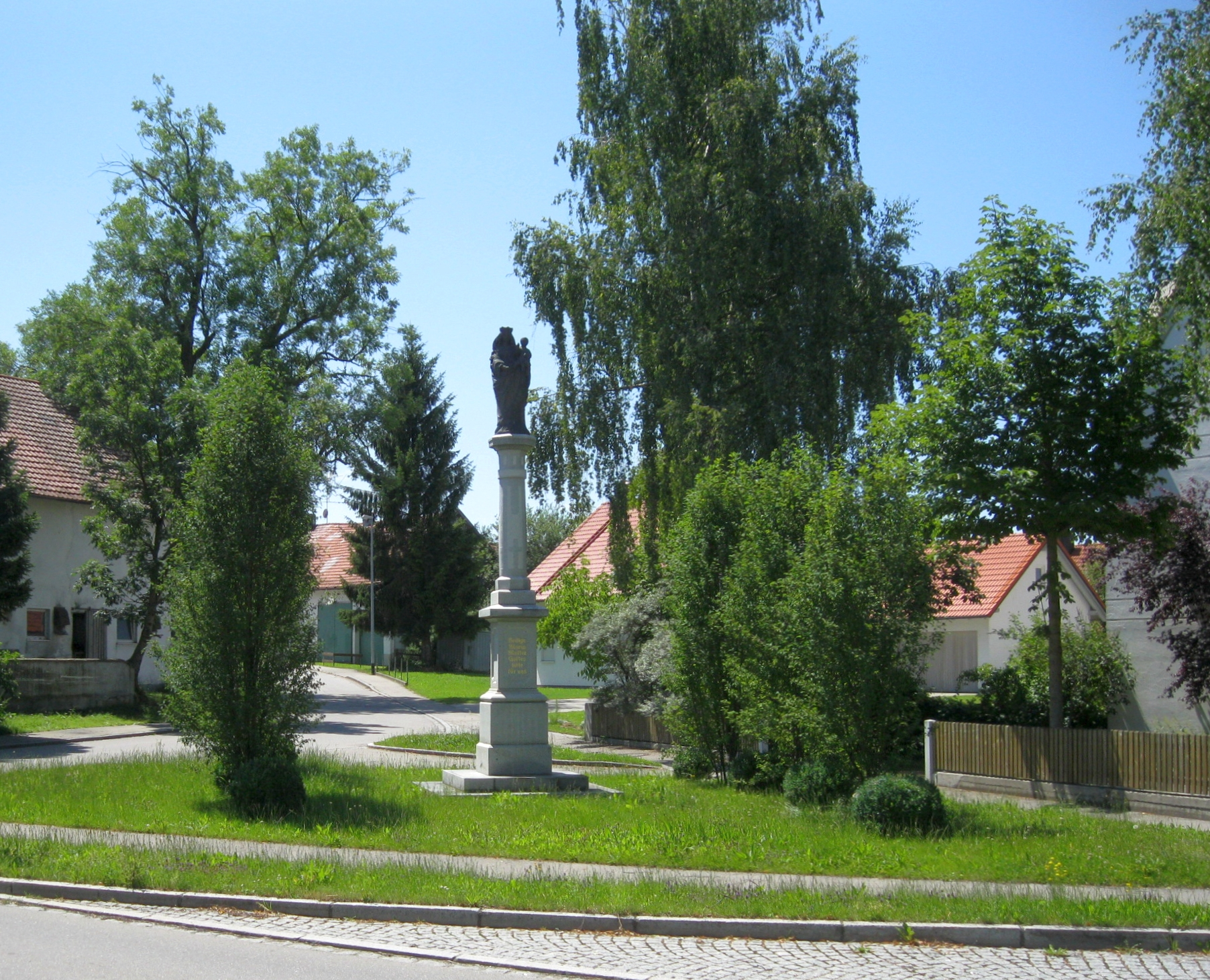
Mariensäule in Wiedergeltingen

Die Mariensäule in Wiedergeltingen im Landkreis Unterallgäu in Bayern wurde 1901 errichtet und stand unter Denkmalschutz. Sie steht an der Mindelheimer Straße in der Nähe der Kirche St. Nikolaus. Der Sockel trägt folgende Inschrift:

„Errichtet von V. Lutzenberger Bürgermeister 1901“

Im Jahr 1934 fand eine Renovierung der Mariensäule statt. Die Figur auf der Spitze der Sandsteinsäule wurde 1955 ersetzt und stammt von Otmar Paul.
Bei der Umgestaltung des umgebenden Areals ab dem Jahr 2001 wurde die bereits verwitterte Figur durch eine identische Bronzestatue ersetzt. Die alte Steinfigur wurde in einen neu errichteten Schrein auf dem Friedhofsgelände umgesetzt.